# Carpophage luctuose
Ducula luctuosa
Espèce
Statut de conservation UICN

 LC  : Préoccupation mineure
Le Carpophage luctuose (Ducula luctuosa) est une espèce de pigeons frugivores de la famille des Columbidae.

## Description

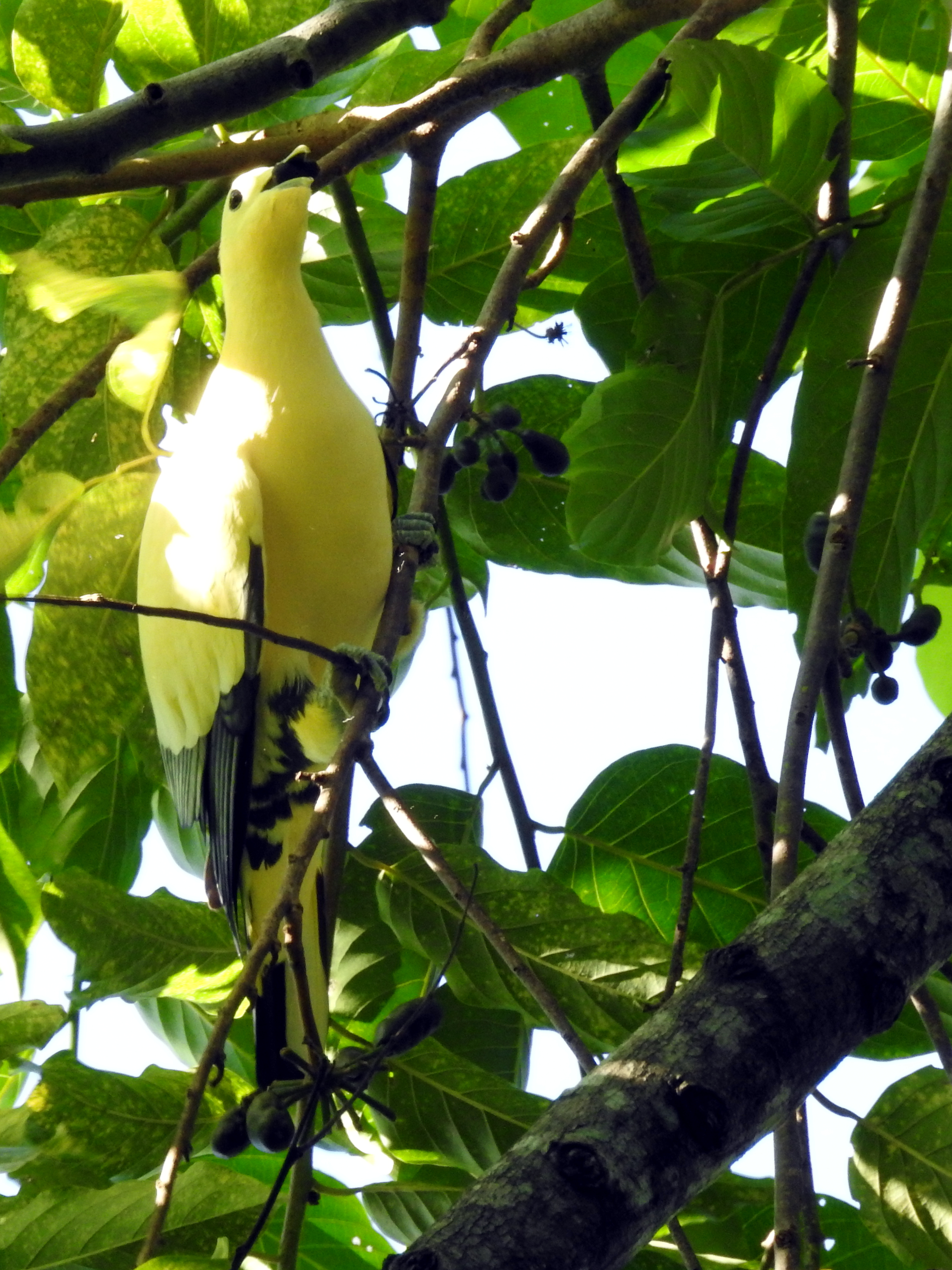

Il ressemble au Carpophage argenté (il est parfois considéré comme une sous-espèce). Il se reconnait par ses rémiges argentées, les taches de son crissum et le bout jaunâtre de son bec.

## Répartition
Il est présent à travers l'archipel des Célèbes et aux îles Sula (Indonésie).

## Habitat
Il vit dans les bois, les forêts et les mangroves.